# مسجد نو شهرکرد
مسجد نو بازار مربوط به دوره قاجار است و در شهرکرد، خیابان فردوسی، کوی مسجد نو واقع شده است .این اثر در تاریخ ۷ خرداد ۱۳۸۷ با شمارهٔ ثبت ۲۲۹۵۶ به‌عنوان یکی از آثار ملی ایران به ثبت رسیده‌است.